# Duresa Rockwell

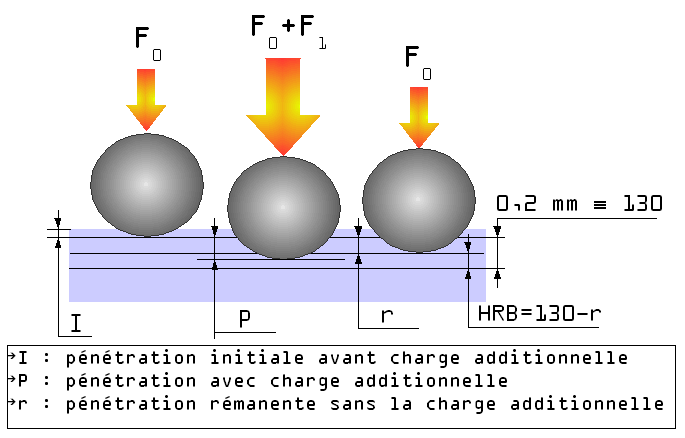
Mostra el funcionament de l'assaig Rockwel. El penetrador precarrega, després carrega, i torna a descarregar; la relació entre la precàrrega més la càrrega i la descàrrega indica la duresa del material.

La duresa Rockwell o assaig de duresa Rockwell és un mètode per determinar la duresa, és a dir, la resistència d'un material a ser penetrat. L'assaig Rockwell és el mètode més usat per mesurar la duresa donat que és molt simple d'efectuar i no requereix coneixements molt especialitzats. Es poden utilitzar diferents escales que provenen de la utilització de diverses combinacions de penetradors i càrregues, això permet assajar pràcticament qualsevol metall o aliatge.

## Característiques
Hi ha tres tipus de penetradors: unes boles d'acer d'acer endurit (trempat i polit) d'1/10, 1/80, 1/4 i 1/2 polz, i una aresta de cos cònic de diamant amb un angle de 120° +/- 20' i vèrtex arrodonit formant un casquet quadrat de radi 0,20 mm (Brale), el qual s'utilitza per als materials més tous.
L'assaig consisteix a disposar un material amb una base rectangular a la base de la màquina. Se li aplica una càrrega menor de 10 kg, bàsicament per eliminar la deformació elàstica i obtenir un resultat molt més precís. Llavors se li aplica durant uns 80 segons un esforç que oscil·la des de 700 a 800 kg a compressió. Es desaplica la càrrega i mitjançant un duròmetre Rockwell s'obté el valor de la duresa directament a la pantalla, el qual varia de forma proporcional amb el tipus de material que s'utilitzi. També es pot trobar la profunditat de la penetració amb els valors obtinguts del duròmetre si es coneix el material.
Per a no cometre errades molt grans el gruix de la proveta del material en qüestió cal que sigui almenys deu vegades la profunditat de l'empremta. Els valors per sota de 20 i per sobre de 100 normalment són molt imprecisos i s'hauria de fer un canvi d'escala.
El canvi d'escala ve definit per taules orientatives, donat que no és el mateix analitzar coure que acer per exemple. Aquestes taules proporcionen informació orientativa sobre quina escala utilitzar per no fer malbé la màquina o el penetrador, que sol ser molt car.

## Assaig Rockwell Superficial
És una variant de l'Assaig Rockwell llur finalitat és únicament analitzar la superfície dels materials. Per exemple per analitzar la superfície d'un acer que ha estat tractat per carburació i mesurar així la seva duresa. Aquesta tècnica consisteix bàsicament a reduir l'esforç aplicat per únicament penetrar la superfície. Per aquest assaig s'utilitza una precàrrega menor de 3 kg, seguida d'una càrrega més gran de 15, 30 o 45 kg. Aquestes escales s'identifiquen mitjançant un número (15,30 o 45) i una lletra (N, T, W o Y) en funció del penetrador

## Escales de duresa Rockwell
| Símbol de l'escala | Penetrador           | Càrrega (kg) | Aplicacions                                                                |
| A                  | Diamant              | 60           | Acers tractats i sense tractar. Materials molt durs. Xapes dures i primes. |
| B                  | Bola de 1/16 polzada | 100          | Acers recuits i normalitzats.                                              |
| C                  | Diamant              | 150          | Acers tractats térmicament.                                                |
| D                  | Diamant              | 100          | Acers cementats.                                                           |
| E                  | Bola de 1/8 polzada  | 100          | Metalls tous i antifricció.                                                |
| F                  | Bola de 1/16 polzada | 60           | Bronze recuit.                                                             |
| G                  | Bola de 1/16 polzada | 150          | Bronze fosforós i altres materials.                                        |
| H                  | Bola de 1/8 polzada  | 60           | Metalls tous amb poca homogeneïtat, foses amb base ferro.                  |
| K                  | Bola de 1/8 polzada  | 150          | Aplicacions anàlogues a l'anterior.                                        |

## Escales de duresa Rockwell Superficial
| Símbol de l'escala | Penetrador               | Càrrega (kp) | Aplicacions                                        |
| 15N                | Acer                     | 15           | Acers nitrurats, cimentats i eines de gran duresa. |
| 30N                | Diamant                  | 30           | Aplicacions anàlogues a l'anterior.                |
| 45N                | Bronze                   | 45           | Aplicacions anàlogues a l'anterior.                |
| 15T                | Bola de 1/8 polzada      | 15           | Bronze, llautó i acers tous.                       |
| 30T                | Piràmide de 1/10 polzada | 30           | Bronze, cobalt i acers tous.                       |
| 45T                | Bola de 1/7 polzada      | 45           | Bronze, llautó i acers tous(lleugers)              |
| 15W                | Bola de 1/5 polzada      | 15           | Bronze, estany i acers tous.                       |
| 30W                | Bola de 1/6 polzada      | 30           | Bronze, llautó i acers tous.                       |
| 45W                | Bola de 1/8 polzada      | 45           | Bronze, llautó i acers tous.                       |

## Nomenclatura
Les dureses Rockwell y Rockwell Superficial s'expressen mitjançant la següent fórmula:
{\displaystyle numHRLletra\ }
On:
- nº és la càrrega aplicada en kg
- HR és l'identificatiu de l'assaig Rockwell
- Lletra va seguida d'HR i és la lletra identificativa de l'escala usada.

Un exemple per a un material al qual s'ha aplicat un esforç de 60 kg i s'ha usat l'escala B seria:
{\displaystyle 60HRB\ }
O per un material superficial que se li ha aplicat un esforç de 30 kg amb una bola d'1/8 polzades
{\displaystyle 30HR30W\ }